# 羅睺羅跋陀羅
羅睺羅跋陀羅（Rāhulabhadra），又稱羅睺羅，生卒年不詳，生存年代大致與龍樹、提婆相當，為提婆弟子，傳承中觀學派。關於他的史料記載不多，且記載常有相互衝突之處，他可能是第一位將如來藏思想引入中觀學派的人。

## 生平
《付法藏因緣傳》記載提婆弟子名為羅睺羅，與龍樹和提婆同時代並稱三大士，而受提婆付法。西藏多羅那他的《印度佛教史》中說，提婆晚年離開那爛陀寺，到南印度的蘭伽那達，付法給羅睺羅跋陀羅之後示寂。羅睺羅跋陀羅為龍友之師，再傳於僧護。宇井伯壽在《印度哲學研究》中認為，羅睺羅跋陀羅即漢傳中的提婆弟子羅睺羅。
羅睺羅跋陀羅的生平記載很不明確，著作多半也沒有流傳下來。真諦傳說，羅睺羅曾做《中論註》，但沒有流傳下來。藏傳佛教傳說，羅睺羅跋陀羅曾作《讚法華偈》、《讚般若偈》。吉藏《中觀論疏》記載羅睺羅為龍樹同時代的人，《大智度論》卷18引用的《讚般若波羅蜜偈》即是他的作品，他也曾以常樂我淨來解釋八不中道。羅睺羅跋陀羅可能是第一位引進如來藏思想進入中觀學派的人，但其詳細學說內容不明，除嘉祥吉藏此段記載外，也沒有其他文獻可供佐證。
學者艾蒂安·拉莫特，以《大智度論》引用《讚般若偈》，作為此論不是龍樹所著的證據之一。印順法師認為，龍樹極為高壽，在其書中引用其弟子與再傳弟子著作當然是可能的，再者，這也可能是後人附入的。
在漢譯《順中論》中，記載羅睺羅跋陀羅的另一首頌偈。
對羅睺羅跋陀羅相關的記載中有許多相互衝突之處，如《布頓佛教史》記載，龍樹在那爛陀寺時，師從密教大手印祖師薩拉哈學習了密集金剛密續，他原名為羅睺羅跋陀羅。據此記載，羅睺羅跋陀羅年代早於龍樹，為龍樹之師。但法顯印度遊學時，那爛陀仍是聚落，有舍利弗舍利塔而無寺院，龍樹至那爛陀寺從學羅睺羅跋陀羅，學習密宗的記載，印順法師認為可能是訛傳。